# Carmine Saponetti
Carmine Saponetti (Vigne, 12 giugno 1913 – Roma, 31 ottobre 1990) è stato un ciclista su strada e pistard italiano.
Indipendente e professionista dal 1938 al 1942, nel 1939 vinse due tappe al Giro d'Italia e fu primatista mondiale dei 100 km, 50 km, 60 miglia e 30 miglia su pista a Milano, al velodromo Vigorelli. Fu insignito di medaglia d'oro al valore atletico.

## Palmarès

### Strada
- 1935 (dilettanti)

Coppa IV Zona - Santa Maria Capua Vetere
- 1939 (La Voce di Mantova, due vittorie)

4ª tappa Giro d'Italia (Pisa > Grosseto)
6ª tappa Giro d'Italia (Rieti > Roma)
- 1940 (Olympia, una vittoria)

Gran Premio d'Europa (Zurigo)

### Pista
- 1939

Primato mondiale sui 100 km senza allenatore (2h23'38")
Primato mondiale sulle 60 miglia senza allenatori (2h18'46")
Primato mondiale sui 50 km senza allenatori (1h08'02")
Primato mondiale sulle 30 miglia senza allenatori (1h05'14")

## Piazzamenti

### Grandi Giri
- Giro d'Italia

1939: ritirato (1ª tappa)

### Classiche monumento
- Milano-Sanremo

1939: 42º